# Jakob Chrysostomus Praetorius
Jakob Chrysostomus Praetorius (* 9. Januar 1730 in der Uckermark; † nach 1797 in Portugal) war Lieutenant im schaumburg-lippischen Artilleriecorps, Militärschullehrer und Ingenieur.
Praetorius wurde 1730 als Sohn eines Pastors in der Uckermark geboren und trat 1759 als „Ingenieur-Geograph“ in den Dienst von Wilhelm Graf zu Schaumburg-Lippe. Er begleitete den Grafen 1762/63 beim Feldzug der Portugiesen gegen Spanien und wurde Lieutenant des Artilleriecorps und Informator an der Militärschule Wilhelmstein im Steinhuder Meer. Er legte dem Grafen Wilhelm 1761 in zwei Zeichnungen die Idee zum Bau eines U-Bootes vor, für das er selbst den Namen Steinhuder Hecht vorschlug. Er hat außerdem das Amphibien-Fahrzeug Hippopotame konzipiert.
Außer als Ingenieur machte sich Praetorius auch als Kartograph einen Namen.
Von ihm stammen zahlreiche Karten, die sich für die damalige Zeit mit einer außergewöhnlichen Maßgenauigkeit auszeichnen. Die bekanntesten Karten für die Region Steinhuder Meer sind
- „Plan von der Gegend um Steinhude und Grossen Heidorn“ von 1768
- "General-Charte vom Steinhuder Meer und den umherliegenden Gegenden. Spezialer ausgeführt in den zugehörigen Plans"" von 1769, Maßstab ca. 1:28000
- „Das Steinhuder Meer mit den umherliegenden Gegenden, zur Kenntnis der wahren Lage der Vestung die Wilhelms Insuln“ von 1770, die 1787 als Kriegsbeute der in Schaumburg-Lippe eingefallenen Hessen nach Kassel mitgenommen wurde und heute im Hessischen Staatsarchiv in Marburg liegt.

Die ersten beiden Karten wurden erst 1995 durch Zufall in der Fürstlichen Hofkammer in Bückeburg hinter alten Folianten entdeckt.
Praetorius wurde am 12. Oktober 1776 beurlaubt um in die Dienste Portugals zu treten, wurde 1777 Hauptmann der Artillerie, (vermutlich durch Heirat) Direktor der Pulverfabrik Alcantara und Mitglied der Akademie der Wissenschaften in Lissabon. 1797 dann auch Major der Ingenieure. Irgendwann nach 1797 verstarb Praetorius in Portugal.